# Ria de Cedeira

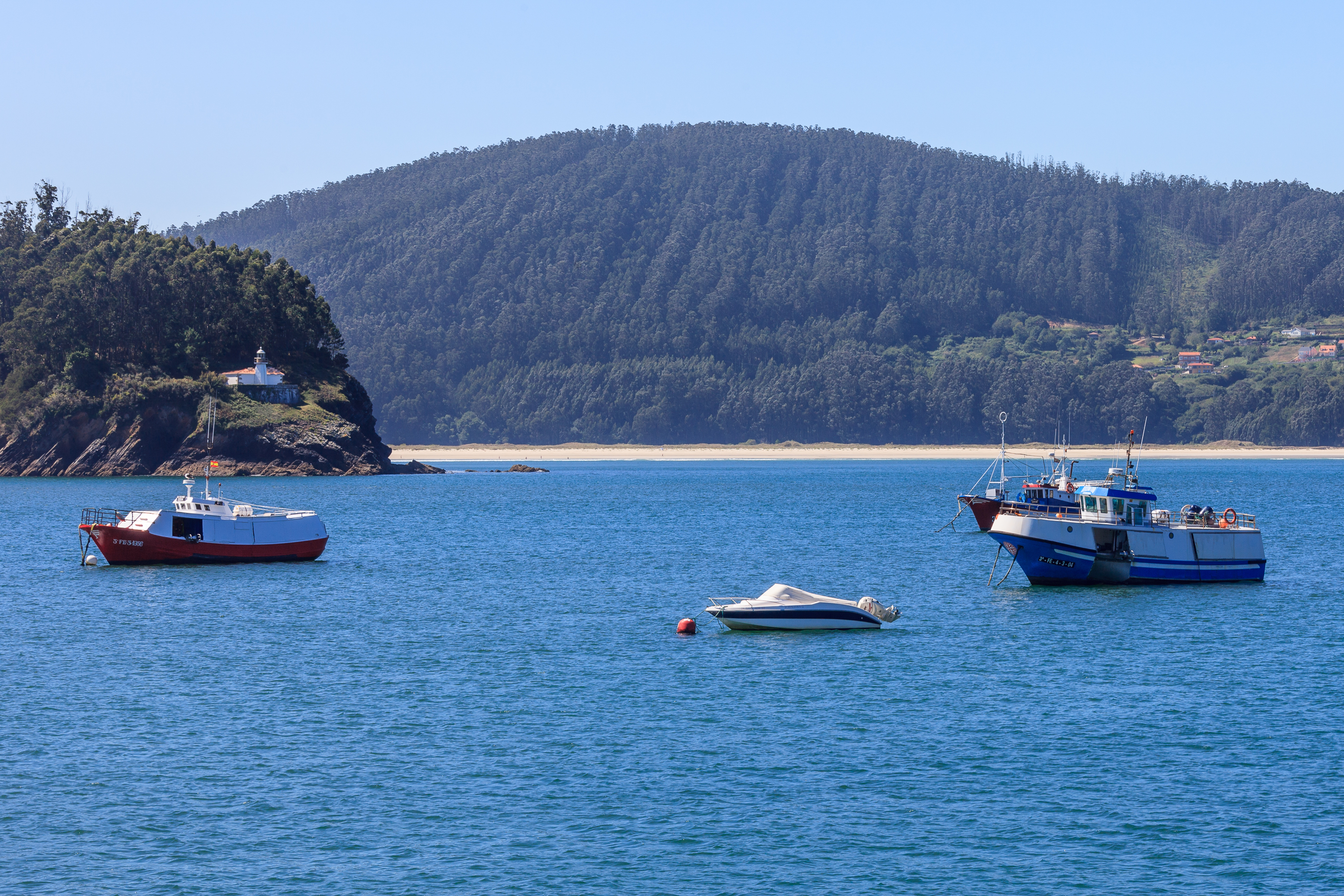
Ria de Cedeira.

La ria de Cedeira és una ria de la província de La Corunya, a Galícia. Forma part de les Rías Altas i es troba entre la ria de Ferrol i la ria d'Ortigueira.
Està formada per la desembocadura dels rius Condomiñas, As Mestas i Forcadas. El riu Condomiñas travessa la vila de Cedeira, port pesquer del municipi homònim que dona nom a la ria. El riu d'As Mestas fa de límit entre els municipis de Cedeira i Valdoviño, ambdós banyats per aigües de la ria. El riu Forcadas, que amb l'embassament del mateix nom abasteix d'aigua la comarca de la Ferrolterra, desemboca a la ria al municipi de Valdoviño, al lateral de la platja de Vilarrube, formant el litoral sud de la ria.